# Жељко Милинович
Жељко Милинович (Љубљана, 12. октобар 1969) је бивши словеначки професионални фудбалер који је играо на позицији бека. Представљао је своју земљу на два велика турнира за која су се квалификовали, Европском првенству 2000. и Светском првенству 2002.

## Играчка каријера

### Клубови
Рођен у Љубљани, Милинович је своју фудбалску каријеру започео у локалном Словану. После половине сезоне 1991/92. прешао је у Олимпију из Љубљане, где је освојио три узастопна првенства Словеније и један Куп Словеније. После сезоне у Љубљани, прешао је у Марибор. Тамо је освојио два узастопна првенства Словеније и један Куп Словеније. Имао је неколико успешних наступа у иностранству, односно у Аустрији (ЛАСК Линц и Гразер АК) и Јапану (ЈЕФ Јунајтед Ичихара).

### Репрезентација
Милинович је играо 38 пута и постигао три гола за Словенију. Био је учесник на Европском првенству 2000. и Светском првенству 2002. Његов последњи интернационалац је био на другом турниру, против Парагваја.

## Успеси

### Играчки
Олимпија
- Првенство Словеније: шампион 1991–92, 1992–93, 1993–94.
- Куп Словеније: првак 1992–93.

Марибор
- Првенство Словеније: шампион 1996–97, 1997–98.
- Куп Словеније: првак 1996–97.

Линц
- Куп Аустрије: финалиста 1999–00.

### Репрезентација
| Репрезентација Словеније | Репрезентација Словеније | Репрезентација Словеније |
| Година                   | Ута                      | Голови                   |
| ------------------------ | ------------------------ | ------------------------ |
| 1997.                    | 1                        | 0                        |
| 1998.                    | 2                        | 0                        |
| 1999.                    | 9                        | 0                        |
| 2000.                    | 11                       | 2                        |
| 2001.                    | 8                        | 1                        |
| 2002.                    | 7                        | 0                        |
| Укупно                   | 38                       | 3                        |